# Прапор Сирії
Сучасний прапор Сирії був повторно введений замість попереднього. Раніше він використовувався у Сирійській республіці 1930—1958 років, потім сирійською опозицією з 2011 року.

## Символізм
Кольори прапора традиційні для прапорів арабських країн, як і на прапорах Ємену, Єгипту, Судану. Три червоні зірки означають об'єднання Сирії - провінції: Алеппо, Дамаск та Дейр-ез-Зор. Зелений колір — колір фатімідів, білий — омеядів, чорний — аббасидів і червоний колір — кров мучеників, також червоний — колір династії Хашемитів і був доданий коли Шариф Хуссейн приєднався до Арабського повстання в 1916 році.

## Історія

Прапор Османської імперії до 1918 року
Прапор Арабського повстання — перший прапор незалежної Сирії (використовувався в 1918—1920 роках)
Прапор Королівства Сирія (березень — липень 1920)
Французький мандат (липень — серпень 1920)
Прапор Союзу Сирійських держав (з 1925 держава Сирія) (1922—1930)
прапор Республіки Сирія (1932—1958)
Прапор Об'єднаної Арабської Республіки (1958—1961)
Прапор Сирійської Арабської Республіки (1961—1963)
Прапор Сирійської Арабської Республіки (1963—1972)
Прапор Сирійської Арабської Республіки (1972—1980) Прапор Федерації Арабських Республік
Прапор Сирійської Арабської Республіки (1980—2024)

## Прапори держав Французької Сирії
Кожна із держав Французької Сирії (мандатна територія Франції) мала свій власний прапор. Александретський санджак, який був частиною Халеба з 1920 до 1923 року і потім частиною держави Алавітів з 1923 до 1938 року, не мав власного прапора, доки не був перетворений в окрему державу Хатай.

Прапор держави Алеппо 01 вересня 1920 — 25 січня 1925
Прапор автономної території Алавітів (з 1925 — Алавітська держава, з 1930 — санджак Латакія) 01 вересня 1920 — 01 березня 1937
Прапор держави Дамаск 01 вересня 1920 — 25 січня 1925
Прапор держави Джабаль аль-Друз (до 1922 — автономна область Джабаль-Друз; до 1927 — держава Souaida) березень 1921—1924
Прапор держави Джабаль аль-Друз 1924 — 01 березня 1937
Прапор держави Джабаль аль-Друз 1921 — 02 грудня 1936
Прапор «Великого Лівана» (з 1926 — Ліванська республіка) 01 вересня 1920 — 07 грудня 1943
Прапор держави Хатай 05 вересня 1938 — 23 липня 1939